# Dendroctonus frontalis
Dendroctonus frontalis là một loài côn trùng trong họ Curculionidae. Loài này được Zimmermann miêu tả khoa học đầu tiên năm 1868.
Đây là loài gây hại của cây Pinus oocarpa, phát triển phổ biến ở Honduras.